# Eleftheres
Eleftheres (in greco Ελευθερές?) è un ex comune della Grecia nella periferia della Macedonia orientale e Tracia; secondo i dati del censimento 2001, aveva 7.376 abitanti.
È stato soppresso a seguito della riforma amministrativa detta Programma Callicrate, in vigore dal gennaio 2011, ed è ora compreso nel comune di Pangaio.

## Località
Eleftheres è diviso nelle seguenti comunità (popolazione al 2001):
- Nea Peramos (pop. 2.468)
- Agios Andreas (pop. 340)
- Eleftheres (pop. 1.325)
- Elaiochori (pop. 1.126)
- Folia (pop. 575)
- Myrtofyto (pop. 484)
- Nea Iraklitsa (pop. 959).